# Dödsstraff i Albanien
Den sista avrättningen av en civil person i Albanien verkställdes genom hängning den 29 juni 1995. Även om dödsstraff för mord avskaffades den 1 oktober 2000 hölls den kvar för högförräderi (landsförräderi) och militära förbrytelser. Anledningen till att dödsstraffet avskaffats i såväl Albanien och i andra europeiska länder är på grund av undertecknandet av protokoll nummer 6 i Europakonventionen. I Albanien trädde lagen i kraft den 1 oktober 2000.
Under kommunisttiden i Albanien tillämpades dödsstraff i hög utsträckning från 1941 till 1985.
År 2007 ratificerade Albanien protokoll nummer 13 i Europakonventionen och avskaffade därmed dödsstraff under alla förhållanden och ersatte det med fängelse på livstid.